# Fratta Polesine
Fratta Polesine là một đô thị ở tỉnh Rovigo ở vùng Veneto của Ý, có khoảng cách khoảng 70 km về phía tây nam của Venezia và khoảng 11 km về phía tây nam của Rovigo. Tại thời điểm ngày 31 tháng 12 năm 2004, đô thị này có dân số 2.756 người và diện tích là 20,9 km².
Đô thị Fratta Polesine có các frazioni (các đơn vị cấp dưới, chủ yếu là các làng) Palazzine, Paolino, Pizzon, Ramedello Basso, Ramedello di Mezzo, Sabbioni, Valle, và Zaffarda.
Fratta Polesine giáp các đô thị: Costa di Rovigo, Lendinara, Pincara, San Bellino, Villamarzana, Villanova del Ghebbo.